# Bombus inexspectatus
Bombus inexspectatus (saknar svenskt namn) är en sällsynt, sydeuropeisk insekt i överfamiljen bin (Apoidea) och släktet humlor (Bombus) med ett levnadssätt som påminner om snylthumlornas.

## Beskrivning
Arten är en långhårig, tämligen liten humla, påfallande lik haghumla och gräshumla. 

## Ekologi
Habitatet utgörs av öppna marker och skogsbryn i bergsmiljöer, främst på bergens sydsidor, på höjder mellan 1 200 och 2 100 m.
Trots att humlan inte tillhör undersläktet snylthumlor, har den ett liknande levnadssätt; arbetare saknas, och drottningen tar över bon hos gräshumla och förmår arbetarna att föda upp sin avkomma. Arten är mycket ovanlig, och populationen är kraftigt fragmenterad. Honorna lever främst på rhododendron, medan hanarna har observerats på Centaurea nervosa (art i blåklintssläktet) och olika tistelarter.

## Utbredning
Arten finns mycket sällsynt på Alpernas sydsidor i Österrike, Frankrike, Italien och Schweiz. I nordvästra Spanien förekommer arten i de Kantabriska bergen, men fynden därifrån är tämligen gamla.

## Bevarandestatus
Populationen minskar, och Internationella naturvårdsunionen (IUCN) har rödlistat arten som starkt hotad (EN). Främsta orsaken antas vara habitatförlust till följd av klimatförändringar. Populationen är dessutom kraftigt fragmenterad, vilket minskar det tillgängliga genetiska materialet.